# トリコテセン

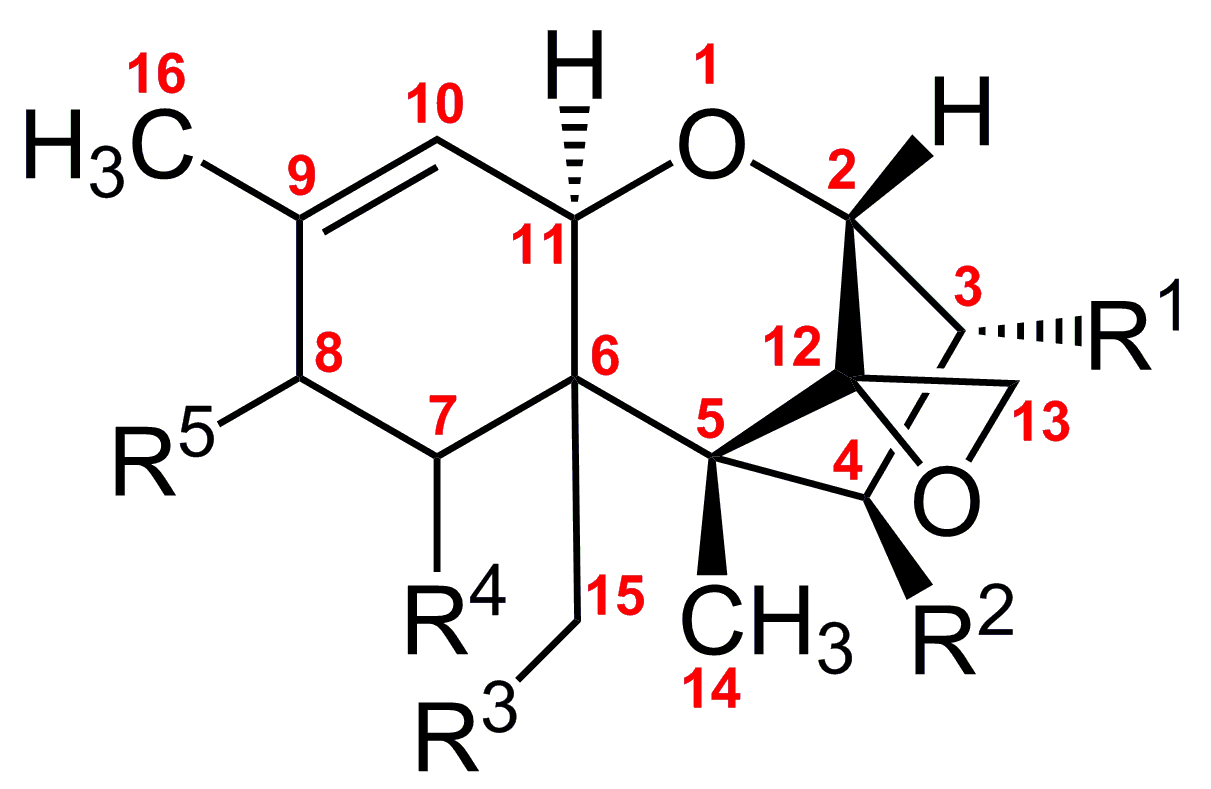
トリコテセン類の構造。R_{1}からR_{5}に付く官能基により分類される。

トリコテセン類（トリコテセンるい、英: trichothecenes）は、マイコトキシン（菌類の毒素）のうち、トリコテセン環を持つセスキテルペンに属する約100種のカビ系毒素の総称である。主にムギ赤かび病により生産される物質で、人や家畜に重篤な中毒を引き起こすほか、無脊椎動物、植物にも影響を及ぼす。ただし、カエンタケにも含有されているように、必ずしもカビだけが産生するわけではない。

## 化学構造

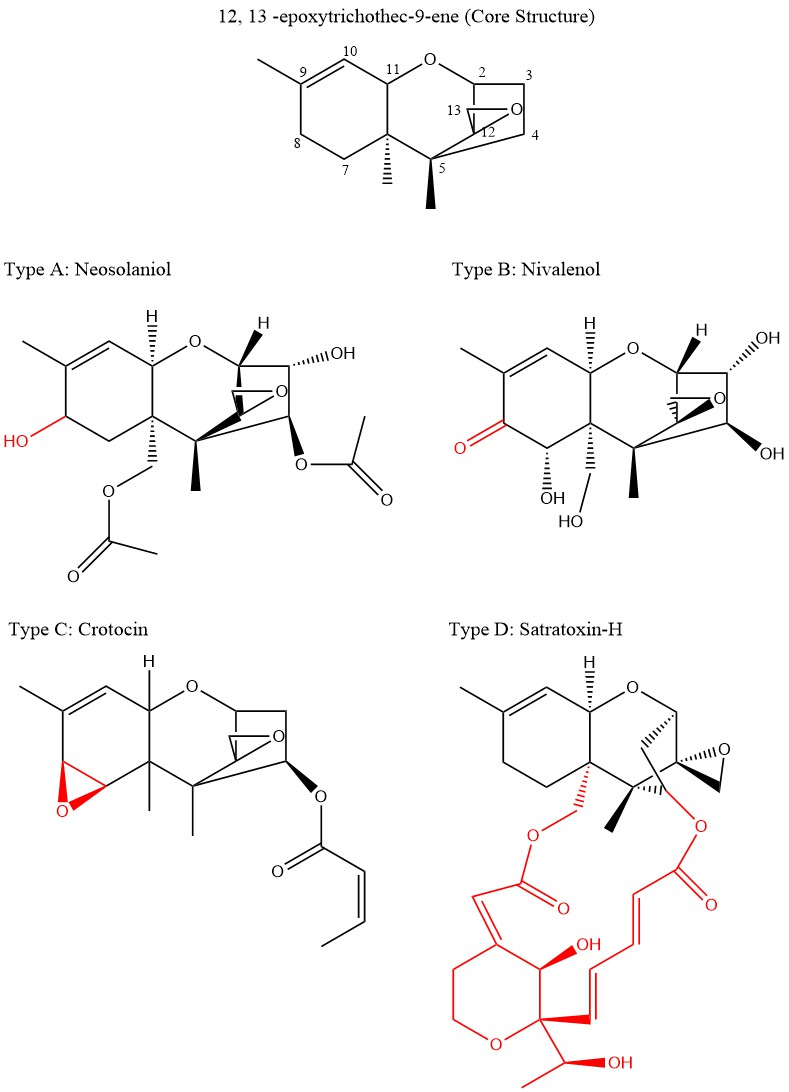
トリコテセンのコア構造と、4種の分類

トリコテセン類の基本構造は、中央に酸素原子1つを含む6員環があり、それを挟む2つの炭素環から構成されている。12,13-位がエポキシド、9-位に二重結合がある、12,13-epoxytrichothec-9-ene (EPT)をコア構造と呼んでおり、それに対する置換パターンによってAからDの4種に分類することが行われている。
type A
8位に置換基がないか、水酸基またはエステル結合が存在しているもの。ネオソラニオール、T-2トキシン、ジアセトキシスカーペノールなど。
type B
8位がカルボニルになっているもの。ニバレノール (NIV)、デオキシニバレノール (DON)、3- および 15-アセチルデオキシニバレノールなど。
type C
7,8位がエポキシドになっているもの。クロトシンなど。
type D
4位と15位の間で大員環構造を作っているもの。サトラトキシンHなど。

## 生合成
トリコテセン類の生合成は、まずファルネシル二リン酸がテルペン環化酵素TRI5によってトリコジエンとなる。続いてシトクロムP450であるTRI4によって酸素原子が導入されていき、フザリウム属の場合はイソトリコトリオールが生じた後、非酵素的に異性化と環化が起きてイソトリコデルモール（=3α-hydroxy EPT）となる。ここまででコア構造が完成しており、あとは水酸化、アセチル化、エステル化などを経て各種トリコテセン類が生じる。これらは3-位に酸素原子が導入されており、イソトリコトリオール(isotrichotriol)に由来することからt-typeと呼ばれることがある。
フザリウム属以外のいくつかの菌では、TRI4ホモログによって導入される酸素原子が1つ少なく、イソトリコジオールが生じる。この場合は、非酵素的な異性化と環化によってコア構造であるEPTが生じ、以後は同様の修飾を経て各種トリコテセン類が合成される。この場合は3-位に酸素原子がなく、イソトリコジオール(isotrichodiol)に因んでd-typeと呼ばれる。
糸状菌では、二次代謝産物の生合成に関わる遺伝子群は互いに隣り合った遺伝子クラスタを形成していることが多い。フザリウム属の場合、トリコテセン生合成遺伝子群は典型的には3ヶ所に分かれている。大部分の遺伝子が1ヶ所にまとまった遺伝子クラスタとなっているが、TRI1-TRI16は2遺伝子で、TRI101は1遺伝子のみで離れて存在している。

## 発生地域
穀物など植物のカビからトリコテセンが検出された地域は、ロシア、フランス、ブラジル、インド、カナダなど冷帯から熱帯まで多岐にわたり、食中毒の原因として報告されている。

## 原因菌
フザリウム属の主な生産菌

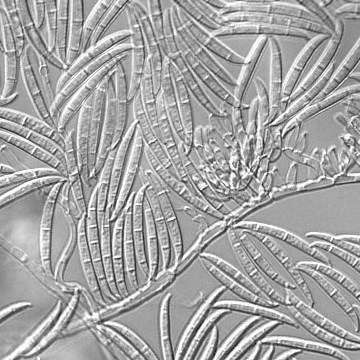
トリコテセン産生菌のひとつFusarium graminearum sensu stricto。

- Fusarium graminearum 種複合種
- F. culmorum
- F. sporotrichioides
- F. poae
- F. equiseti

同属菌には、ゼアラレノン（ZER）やフモニシン（FUM）を生産するものがあり重複汚染も多く発生している。
キノコのカエンタケもトリコテセン類を生成するが、カエンタケの属するボタンタケ科はフザリウム属と近縁である。

## 毒性
体内に取り込まれる経路は、皮膚及び粘膜などからの経皮浸潤、粉塵の吸入による気管支及び肺、含有する食物摂食の三経路がある。毒性は タイプAのT-2トキシンが最も強い。
- 動物：主な急性症状としては、腹痛、下痢、嘔吐、脱力、発熱、悪寒、筋肉痛、顆粒球減少による二次性の敗血症、潰瘍や全身の出血などが起こる。動物実験では急性毒性として食欲不振による体重減少、慢性毒性としてIgA 産生異常によるIgA腎症、免疫力の低下、発ガン性が指摘されている。
- 植物：葉の形態形成阻害(タイプA)、根の伸張阻害(タイプB)などを引き起こす。

### 作用経路
トリコテセン類は、リボゾームの 60S サブユニットに結合することによる蛋白質および核酸の合成阻害による免疫阻害作用、セロトニン介在性ニューロンへの作用による食欲不振や嘔吐、免疫系細胞へのアポトーシス、炎症性サイトカインの産生などを引き起こす。このため、人間を含む動物に対し強い毒性を発揮する。

## 汚染事例
かつて日本では、太平洋戦争後の食糧難時に東南アジアなどからコメを緊急輸入したが、輸入米がカビ汚染で黄色に変色し毒性のあるマイコトキシンを含んでいたため、十数万トンの米を廃棄した事例がある。この黄変米事件の原因については、Penicillium属のカビが作るシトリニン、ルテオスカイリン、ルグロシン等のマイコトキシンとされている。また、第二次世界大戦後のソビエト連邦のオーレンバーク地区で発生した食中毒性無白血球症 (ATA)の原因物質で有り患者の30%～80%が死亡した。
麦赤カビ病の多発した1998年には、台風で倒伏し水に浸かったイネの変色部位から検出された。

### 代表的な規制値

#### タイプA
- T-2 トキシン
  - ヨーロッパ中心（ EUの基準値ではない）
食品：主に100 ppb
飼料：100 ～ 1000 ppb
- HT-2 トキシン
  - カナダ・飼料：100 ppb

FAO/WHO合同食品添加物専門家会議（JECFA）による暫定耐容一日摂取量（PTDI）として、（T-2またはHT-2 単独又は合量）＝ 0.06 μ g/kg bw/day(2001年）

#### タイプB
- デオキシニバレノール(DON)
  - 日本 : 暫定基準値として、1．1ppm(2005年)

FAO/WHO合同食品添加物専門家会議（JECFA）による暫定耐容一日摂取量（PTDI）＝1 μg/kg bw/day（2001年）

### 汚染調査
平成13年度に厚生労働省等の調査では、国産小麦玄麦（n=82）の DON 汚染平均値は0.16 mg/kg、最高値は 2.1 mg/kg。
輸入小麦玄麦（n =144）では DON 汚染平均値は 0.06 mg/kg、最高値は 0.68 mg/kg。と、輸入小麦より国産のほうが DON 汚染濃度が高いことを示すデータが得られた。

### 汚染防止対策
普通、小麦では製粉により、ふすまに高く、粉には低く含有する。酵母による分解はなく、また熱に対する安定性も高い為、通常の調理では分解されない。但し、調理方法によって食品中への残存量は変わる。特に熱に対し安定であることから、一度産生された物質を除去することは困難である為、農作物の生産段階での対策が重要である。つまり、収穫前(開花期)の適切な農薬散布や赤カビ被害穂の別刈り、収穫後の迅速な乾燥、粒厚や比重による選別などと同時に保管中の適切な衛生管理も必要となる。
古くから小麦や大麦では、赤カビ病に耐性を持たせた品種の開発が行われている。